# Mountain's Edge
Mountain's Edge é uma cidade planejada na região censitária de Enterprise no condado de Clark, no estado de Nevada, nos Estados Unidos. Fica na parte sudoeste do vale de Las Vegas.

## História
O Grupo Focus Property iniciou a construção de Mountain's Edge em fevereiro de 2004. Os planos de desenvolvimento incluíam 14.500 lares e mais de 22 bairros com lojas, escritórios e shopping center. Por volta de 2008, tinham sido construídas 7000 casas, mas a retração económica e a crise no imobiliário, a  crise do subprime  que afetou os Estados Unidos nesse ano fizeram suspender construções futuras.
De início foi planejada a construção de vário parques comunitários: Exploration Park, Mountain's Edge Regional Park, Paiute Park, Helen Stewart Park, John C. Fremont Park, e o Nathaniel Jones Park. Em 2009, apenas 85-acres do Exploration Park tinham sido desenvolvidos. Em 2009, a companhia de desenvolvimento propôs a diminuição de construção de futuros parques, devido à falta de fundos.
O plano original projetava a construção de quatro escolas do ensino primário, duas escolas do ensino médio e uma escola secundária que iriam fazer parte do  Clark County School District, mas até ao momento apenas foram construídas duas escolas primárias.

## Escolas
- Wright Elementary School
- Carolyn S. Reedom Elementary School